# Act 1
Act 1 è l'album di debutto del rapper filippino-statunitense Ez Mil, pubblicato il 27 luglio 2020.

## Tracce
1. Easy-Going Millions – 2:32
2. Superly Real – 4:01
3. Come Through (feat. Trilogy FPE) – 3:23
4. 1 & only (feat. Raining Sorrow) – 4:43
5. Panalo (Trap Cariñosa) – 3:37
6. Far Away From Home – 4:23
7. Lonely Days – 2:39
8. Laboy – 4:36
9. The Slashy Show – 3:30
10. idk – 3:38
11. King I Be – 3:30
12. Waste My Time – 2:38
13. 面白い! (feat. Anji) – 4:18
14. Fraud – 2:57
15. ,,,,,,, – 4:54
16. All Hallow's Eve (feat. Di$mal) – 4:39